# Ben Rothwell
Ben Ivan Rothwell (Kenosha, 17 ottobre 1981) è un lottatore di arti marziali miste statunitense attualmente sotto contratto con la Ultimate Fighting Championship, nella quale combatte nella divisione dei pesi massimi.

## Biografia
Ben Rothwell nacque a Kenosha nel Wisconsin; fin da giovane lavorò nelle catene di ristoranti della famiglia. All'età di 6 anni era affetto da una dolorosissima meningite alla schiena, ma nonostante tutto era un bambino molto attivo. Rothwell rimase anche in coma, temporaneamente, a causa dell'obesità che lo affliggeva da giovane; una malattia che lo limitava parecchio nei movimenti. Da adolescente ebbe anche problemi disciplinari, soprattutto quando venne coinvolto in una rissa all'High Scholl di Wetosha. All'età di 17 anni, Rothwell cominciò ad allenarsi per imparare tecniche di autodifesa e nel luglio dello stesso anno, dopo aver vinto degli incontri di lotta venne coinvolto in un incidente stradale. L'amico di Rothwell morì in ospedale due settimane dopo l'incidente, mentre lui subì una significativa commozione cerebrale assieme a multiple fratture.

## Carriera nelle arti marziali miste

### Primi anni
Rothwell cominciò ad allenarsi sotto la guida di Dave Strasser a Kenosha, per poi allenarsi nella kickboxing con l'esperto Duke Roufus nel settembre del 2003. Successivamente entrò a far parte nella Miletich Fighting Systems.
Debuttò nelle arti marziali miste all'inizio del 2001, dominando subito il suo avversario e vincendo il match per KO tecnico a soli 21 secondi dall'inizio dell'incontro. Vinse anche i suoi tre incontri successivi, sconfiggendo i propri avversari nei primi due minuti del primo round grazie ai suoi potenti colpi. Rothwell affrontò il futuro campione dei pesi massimi della UFC Tim Sylvia. Rothwell perse così il suo primo match per decisione unanime. Tuttavia, al suo ritorno vinse sette incontri di fila tutti per sottomissione e KO tecnico, per poi essere fermato da Mike Whitehead che lo sconfisse per decisione unanime.
Dopo aver sconfitto l'ex campione dei pesi super massimi della King of the Cage, Dan Bobish per knockout, Rothwell venne invitato a combattere nell'International Fight League per la Quad City Silverbacks, con allenatore Pat Miletich.

### International Fight League
Il 29 aprile 2006, Rothwell debuttò nella IFL contro il futuro veterano della UFC Krzysztof Soszynski. Nel primo round, Soszynski ebbe la meglio nei colpi in piedi, mandando a segno un montante sinistro e un gancio che mandarono al tappeto Rothwell. Dopo qualche colpo in posizione laterale, Rothwell riuscì a ritornare in piedi e verso la fine del round mandò a segno svariati pugni che misero al tappeto Soszynski, subito dopo riuscì a colpirlo ripetutamente al tappeto costringendo l'arbitro a fermare il match, decretando Rothwell vincitore per KO tecnico.
Dopo aver ottenuto svariate vittorie nella IFL, affrontò il futuro vincitore di The Ultimate Fighter, nonché il campione dei pesi massimi della IFL Roy Nelson. Rothwell vinse per decisione non unanime.
Il match successivo fu un rematch contro il veterano Travis Fulton, con oltre 195 vittorie in carriera. Tre minuto dopo l'inizio del secondo round Rothwell vinse il match con una kimura.
Seguì un altro rematch contro Krzysztof Soszynski; Rothwell vinse ancora per KO tecnico, dopo solo 13 secondi dall'inizio dell'incontro.
Nel suo ultimo match nella IFL affrontò l'ex campione UFC dei pesi massimi, Ricco Rodriguez. Dopo aver avuto sotto controllo l'intero match e dopo aver mandato a segno svariati colpi, Rothwell vinse l'incontro per decisione unanime. Tuttavia, i Silverbacks persero i titoli contro i Pitbulls di Renzo Gracie.
Nella IFL Rothwell ottenne un record di 9-0.

### Affliction
Dopo aver lasciato la IFL, Rothwell si unì all'Affliction per un solo match contro l'ex campione UFC dei pesi massimi Andrei Arlovski. Rothwell perse l'incontro per knockout dopo aver subito un violente montante alla fine del round. Questa sconfitta pose fine alla striscia vincente di Rothwell, ben 13 vittorie, decretando così una sconfitta dopo oltre tre anni.

### Ultimate Fighting Championship
Il 24 ottobre 2009, Rothwell fece il suo debutto in UFC contro l'imbattuto Cain Velasquez all'evento UFC 104: Machida vs. Shogun. Rothwell perse l'incontro per KO tecnico dopo un minuto dall'inizio del secondo round. Questa sconfitta fu controversa, perché l'arbitro Mazzagatti fermò l'incontro prima che Rothwell potesse rimettersi in piedi; Rothwell si irritò parecchio per questa decisione dato che era consapevole del fatto che poteva continuare a combattere.
Il 21 febbraio 2010, doveva affrontare Mirko Filipović all'evento UFC 110: Nogueira vs. Velasquez. Tuttavia, Rothwell dovette rinunciare al match a causa di una malattia; al suo posto venne inserito Anthony Perosh.
Il 15 giugno 2010 a UFC 115: Liddell vs. Franklin, affrontò Gilbert Yvel e vinse per decisione unanime. Durante il primo takedown portato a segno, atterrò bruscamente sul ginocchio procurandosi un infortunio al legamento del crociato anteriore.
Dopo essersi ripreso dall'infortunio, Rothwell ritornò all'evento UFC 135: Jones vs. Rampage il 24 settembre 2011. Perse il match contro Mark Hunt per decisione unanime.
Il 21 aprile 2012 all'evento UFC 145: Jones vs. Evans, si scontro con Brendan Schaub. Durante l'incontro Schaub mandò a segno uno spinning back fist, Rothwell finse di essere stato colpito duramente e una volta avvicinatosi all'avversario lo mandò al tappeto con un gancio sinistro, seguito da vari colpi al tappeto che portarono l'arbitro a decretare Rothwell vincitore per KO tecnico. Con questa vittoria ottenne il premio di Knockout of the Night.
Rothwell doveva affrontare Travis Browne ad UFC on Fox: Shogun vs. Vera; successivamente, però, venne rimosso dalla card a causa di un infortunio.
Il 19 gennaio 2013 a UFC on FX: Belfort vs. Bisping, affrontò Gabriel Gonzaga. Rothwell perse il match per sottomissione al secondo round.
Il 31 agosto 2013 all'evento UFC 164: Henderson vs. Pettis, affrontò Brandon Vera. Rothwell vinse il match per KO tecnico al terzo round. Dopo l'incontro Rothwell venne trovato positivo al testa anti-doping a causa di sostanze che usava per uso terapeutico; dopo questo avvenimento la UFC lo sospese per nove mesi.
Il 30 agosto 2014 a UFC 177: Dillashaw vs. Soto, doveva vedersela contro Ruslan Magomedov. Tuttavia, il 9 luglio, la UFC annunciò come suo nuovo avversario Alistair Overeem per l'evento UFC Fight Night: Souza vs. Mousasi. Rothwell vinse l'incontro per KO tecnico al primo round, riuscendo anche ad ottenere a fine serata il premio Performance of the Night.
A maggio affrontò il talentuoso Matt Mitrione. Dopo un ottimo scambio in piedi nel primo round, Mitrione tentò di portare Rothwell al tappeto eseguendo un rapido takedown, quest'ultimo però riuscì a fermare l'esecuzione del suo avversario e a chiuderlo in uno strangolamento frontale, ottenendo una vittoria a poco più di un minuto dall'inizio dell'incontro. Inoltre, Rothwell ottenne la sua prima 
vittoria per sottomissione nella sua carriera in UFC.
A ottobre avrebbe dovuto affrontare Stipe Miočić in un match che molto probabilmente avrebbe decretato il prossimo sfidante per il titolo dei pesi massimi UFC. Tuttavia, il 13 ottobre, Miocic subì un infortunio e venne quindi rimosso dall'evento; in seguito anche Rothwell venne tolto dalla card, non potendo trovare un avversario adatto in così poco tempo.
A gennaio del 2016 affrontò il veterano Josh Barnett. Alla seconda ripresa, durante un tentativo di takedown da parte di Barnett, Rothwell riuscì a chiuderlo in una gogo choke e ad ottenere la vittoria per sottomissione. Rothwell fu il primo lottatore ad essere stato in grado di sottomettere Barnett in un match di mma. Inoltre ottenne il riconoscimento 'Performance of the Night'.
Il 10 aprile affrontò a Zagabria il brasiliano, nonché l'ex campione dei pesi massimi UFC, Junior dos Santos. Dopo cinque round caratterizzati esclusivamente sulla lotta in piedi, Rothwell venne nettamente sconfitto per decisione unanime.
A settembre avrebbe dovuto affrontare l'ex campione dei pesi massimi UFC Fabrício Werdum. Tuttavia, l'11 agosto, Ben subì un infortunio al ginocchio e non potendo prendere parte all'incontro venne sostituito da Travis Browne.

## Titoli e riconoscimenti
- Ultimate Fighting Championship
  - Knockout of the Night (una volta)
  - Performance of the Night (una volta)

## Risultati nelle arti marziali miste
| Risultato | Record | Avversario             | Metodo                                      | Evento                                   | Data              | Round | Tempo | Luogo                          | Note                                                         |
| --------- | ------ | ---------------------- | ------------------------------------------- | ---------------------------------------- | ----------------- | ----- | ----- | ------------------------------ | ------------------------------------------------------------ |
| Sconfitta | 39-14  | Marcos Rogério de Lima | KO tecnico (pugni)                          | UFC Fight Night: Holloway vs. Rodríguez  | 13 novembre 2021  | 1     | 0:32  | Las Vegas, Stati Uniti         |                                                              |
| Vittoria  | 39-13  | Chris Barnett          | Sottomissione (ghigliottina)                | UFC Fight Night: Font vs. Garbrandt      | 22 maggio 2021    | 2     | 2:07  | Las Vegas, Stati Uniti         |                                                              |
| Sconfitta | 38-13  | Marcin Tybura          | Decisione (unanime)                         | UFC Fight Night: Moraes vs. Sandhagen    | 11 ottobre 2020   | 3     | 5:00  | Abu Dhabi, Emirati Arabi Uniti |                                                              |
| Vittoria  | 38-12  | Ovince Saint Preux     | Decisione (non unanime)                     | UFC Fight Night: Smith vs. Teixeira      | 13 maggio 2020    | 3     | 5:00  | Jacksonville, Stati Uniti      |                                                              |
| Vittoria  | 37-12  | Stefan Struve          | KO tecnico (pugni)                          | UFC on ESPN: Overeem vs. Rozenstruik     | 7 dicembre 2019   | 2     | 4:57  | Washington, Stati Uniti        |                                                              |
| Sconfitta | 36-12  | Andrei Arlovski        | Decisione (unanime)                         | UFC on ESPN: dos Anjos vs. Edwards       | 20 luglio 2019    | 3     | 5:00  | San Antonio, Stati Uniti       |                                                              |
| Sconfitta | 36-11  | Blagoy Ivanov          | Decisione (unanime)                         | UFC Fight Night: Lewis vs. dos Santos    | 9 marzo 2019      | 3     | 5:00  | Wichita, Stati Uniti           |                                                              |
| Sconfitta | 36-10  | Junior dos Santos      | Decisione (unanime)                         | UFC Fight Night: Rothwell vs. dos Santos | 10 aprile 2016    | 3     | 5:00  | Zagabria, Croazia              |                                                              |
| Vittoria  | 36-9   | Josh Barnett           | Sottomissione (ghigliottina)                | UFC on Fox: Johnson vs. Bader            | 30 gennaio 2016   | 2     | 3:48  | Newark, Stati Uniti            | Performance of the Night                                     |
| Vittoria  | 35-9   | Matt Mitrione          | Sottomissione (strangolamento frontale)     | UFC Fight Night: Boetsch vs. Henderson   | 6 giugno 2015     | 1     | 1:54  | New Orleans, Stati Uniti       |                                                              |
| Vittoria  | 34-9   | Alistair Overeem       | KO Tecnico (pugni)                          | UFC Fight Night: Souza vs. Mousasi       | 5 settembre 2014  | 1     | 2:19  | Ledyard, Stati Uniti           | Performance of the Night.                                    |
| Vittoria  | 33-9   | Brandon Vera           | KO Tecnico (pugni e ginocchiate)            | UFC 164: Henderson vs. Pettis            | 31 agosto 2013    | 3     | 1:54  | Milwaukee, Stati Uniti         | Rothwell venne trovato con un valore elevato di testosterone |
| Sconfitta | 32-9   | Gabriel Gonzaga        | Sottomissione (ghigliottina)                | UFC on FX: Belfort vs. Bisping           | 19 gennaio 2013   | 2     | 1:01  | San Paolo, Brasile             |                                                              |
| Vittoria  | 32-8   | Brendan Schaub         | KO (pugni)                                  | UFC 145: Jones vs. Evans                 | 21 aprile 2012    | 1     | 1:10  | Atlanta, Stati Uniti           | Knockout of the Night.                                       |
| Sconfitta | 31-8   | Mark Hunt              | Decisione (unanime)                         | UFC 135: Jones vs. Rampage               | 24 settembre 2011 | 3     | 5:00  | Denver, Stati Uniti            |                                                              |
| Vittoria  | 31-7   | Gilbert Yvel           | Decisione (unanime)                         | UFC 115: Liddell vs. Franklin            | 12 giugno 2010    | 3     | 5:00  | Vancouver, Canada              |                                                              |
| Sconfitta | 30-7   | Cain Velasquez         | KO Tecnico (pugni)                          | UFC 104: Machida vs. Shogun              | 24 ottobre 2009   | 2     | 0:58  | Los Angeles, Stati Uniti       | Debutto in UFC                                               |
| Vittoria  | 30-6   | Chris Guillen          | KO Tecnico (Sottomissione alle gomitate)    | Adrenaline MMA 2: Miletich vs. Denny     | 11 dicembre 2008  | 1     | 3:30  | Moline, Stati Uniti            |                                                              |
| Sconfitta | 29-6   | Andrei Arlovski        | KO (pugni)                                  | Affliction: Banned                       | 19 luglio 2008    | 3     | 1:13  | Anaheim, Stati Uniti           |                                                              |
| Vittoria  | 29-5   | Ricco Rodriguez        | Decisione (unanime)                         | IFL: 2007 Team Championship Final        | 20 settembre 2007 | 3     | 4:00  | Hollywood, Stati Uniti         |                                                              |
| Vittoria  | 28-5   | Krzysztof Soszynski    | KO Tecnico (pugni)                          | IFL: 2007 Semifinals                     | 2 agosto 2007     | 1     | 0:13  | East Rutherford, Stati Uniti   |                                                              |
| Vittoria  | 27-5   | Travis Fulton          | Sottomissione (kimura)                      | IFL: Chicago                             | 19 maggio 2007    | 2     | 3:11  | Chicago, Stati Uniti           |                                                              |
| Vittoria  | 26-5   | Roy Nelson             | Decisione (non unanime)                     | IFL: Moline                              | 7 aprile 2007     | 3     | 4:00  | Moline, Stati Uniti            |                                                              |
| Vittoria  | 25-5   | Matt Thompson          | KO Tecnico (pugni)                          | IFL: Houston                             | 2 febbraio 2007   | 2     | 1:47  | Houston, Stati Uniti           |                                                              |
| Vittoria  | 24-5   | Devin Cole             | KO (calcio in testa)                        | IFL: Championship Final                  | 29 dicembre 2006  | 1     | 3:16  | Uncasville, Stati Uniti        |                                                              |
| Vittoria  | 23-5   | Wojtek Kaszowski       | Sottomissione (keylock)                     | IFL: World Championship Semifinals       | 2 novembre 2006   | 1     | 3:14  | Portland, Stati Uniti          |                                                              |
| Vittoria  | 22-5   | Bryan Vetell           | KO (pugno)                                  | IFL: Gracie vs. Miletich                 | 23 settembre 2006 | 1     | 3:17  | Moline, Stati Uniti            |                                                              |
| Vittoria  | 21-5   | Krzysztof Soszynski    | KO Tecnico (pugni)                          | IFL: Legends Championship 2006           | 29 aprile 2006    | 1     | 3:59  | Atlantic City, Stati Uniti     |                                                              |
| Vittoria  | 20-5   | Dan Bobish             | KO (ginocchiata)                            | GFC: Team Gracie vs Team Hammer House    | 3 marzo 2006      | 1     | 4:20  | Columbus, Stati Uniti          |                                                              |
| Vittoria  | 19-5   | Joey Smith             | KO Tecnico (Sottomissione ai pugni)         | ISCF: Gladiators X                       | 24 febbraio 2006  | 1     |       | Milwaukee, Stati Uniti         |                                                              |
| Vittoria  | 18-5   | Don Richard            | KO Tecnico (pugni)                          | KOTC: Conquest                           | 3 dicembre 2005   | 1     | 3:32  | Calgary, Canada                |                                                              |
| Vittoria  | 17-5   | Allan Weickert         | KO Tecnico (pugni)                          | GFS: Fight Nite in the Flats             | 17 settembre 2005 | 1     | 3:45  | Cleveland, Stati Uniti         |                                                              |
| Sconfitta | 16-5   | Dan Christison         | Sottomissione (kimura)                      | Euphoria: USA vs World                   | 26 febbraio 2005  | 3     | 0:57  | Atlantic City, Stati Uniti     |                                                              |
| Vittoria  | 16-4   | Jonathan Wiezorek      | KO Tecnico (pugni)                          | Euphoria: Road to the Titles             | 15 ottobre 2004   | 1     | 1:09  | Atlantic City, Stati Uniti     |                                                              |
| Vittoria  | 15-4   | Matt Bear              | KO Tecnico (Sottomissione ai pugni)         | Ultimate Throwdown                       | 16 luglio 2004    |       |       | Des Moines, Stati Uniti        |                                                              |
| Sconfitta | 14-4   | Carlos Barreto         | KO (calcio alla testa)                      | Heat FC 1: Genesis                       | 31 luglio 2003    |       |       | Natal, Brasile                 |                                                              |
| Vittoria  | 14-3   | Royce Louck            | KO Tecnico (stop medico)                    | Freestyle Combat Challenge 11            | 28 giugno 2003    | 1     |       | Racine, Stati Uniti            | Stop medico a causa di un taglio                             |
| Sconfitta | 13-3   | Ibragim Magomedov      | KO Tecnico (ritiro)                         | M-1 MFC: Russia vs. the World 4          | 15 novembre 2002  | 1     | 10:00 | San Pietroburgo, Russia        | Rothwell si rifiutò di svolgere un altro round (aggiuntivo)  |
| Vittoria  | 13-2   | Travis Fulton          | KO Tecnico (infortunio)                     | Freestyle Combat Challenge 8             | 4 ottobre 2002    |       |       | Racine, Stati Uniti            |                                                              |
| Vittoria  | 12-2   | Johnathan Ivey         | KO Tecnico (stop medico)                    | USMMA 2: Ring of Fury                    | 21 settembre 2002 | 1     | 1:14  | Lowell, Stati Uniti            | Stop medico dovuto ad un taglio                              |
| Sconfitta | 11-2   | Mike Whitehead         | Decisione (unanime)                         | SB 24: Return of the Heavyweights 2      | 27 aprile 2002    | 2     | 5:00  | Honolulu, Stati Uniti          |                                                              |
| Vittoria  | 11-1   | Kerry Schall           | KO Tecnico (infortunio al collo)            | SB 24: Return of the Heavyweights 2      | 27 aprile 2002    | 2     | 2:10  | Honolulu, Stati Uniti          | Schall cadde dal ring                                        |
| Vittoria  | 10-1   | Curtis Crawford        | Sottomissione (forearm choke)               | SB 24: Return of the Heavyweights 1      | 26 aprile 2002    | 1     | 1:03  | Honolulu, Stati Uniti          |                                                              |
| Vittoria  | 9-1    | Mike Priest            | KO Tecnico (infortunio)                     | Freestyle Combat Challenge 7             | 23 marzo 2002     | 1     |       | Racine, Stati Uniti            |                                                              |
| Vittoria  | 8-1    | Mike Radnov            | KO Tecnico (stop medico)                    | Extreme Challenge 46                     | 16 febbraio 2002  | 1     | 5:54  | Clive, Stati Uniti             | Il medico diede lo stop a causa di un taglio.                |
| Vittoria  | 7-1    | Kerry Schall           | KO Tecnico (infortunio)                     | Extreme Challenge 46                     | 16 febbraio 2002  | 1     | 7:29  | Clive, Stati Uniti             | Schall si ruppe un piede.                                    |
| Vittoria  | 6-1    | Mike Marshalleck       | KO Tecnico (pugni)                          | Freestyle Combat Challenge 6             | 5 gennaio 2002    | 1     | 0:38  | Racine, Stati Uniti            |                                                              |
| Vittoria  | 5-1    | Steve Hutson           | Sottomissione (triangolo di braccio)        | SC 8: Fight Night                        | 10 novembre 2001  | 1     | 3:35  | LaSalle, Stati Uniti           |                                                              |
| Sconfitta | 4-1    | Tim Sylvia             | Decisione (unanime)                         | Extreme Challenge 42                     | 24 agosto 2001    | 3     | 5:00  | Davenport, Stati Uniti         |                                                              |
| Vittoria  | 4-0    | Bill Billington        | KO Tecnico (Sottomissione alle ginocchiate) | Iowa Challenge 2                         | 11 agosto 2001    | 1     | 1:07  | Cedar Rapids, Stati Uniti      |                                                              |
| Vittoria  | 3-0    | Darren Block           | KO (pugno)                                  | Dangerzone: Auburn                       | 28 aprile 2001    | 1     | 0:16  | Auburn, Stati Uniti            |                                                              |
| Vittoria  | 2-0    | Anthony Ferguson       | KO Tecnico (stop dell'arbitro)              | Dangerzone: Auburn                       | 28 aprile 2001    | 1     | 1:00  | Auburn, Stati Uniti            |                                                              |
| Vittoria  | 1-0    | Rob Shinkle            | KO Tecnico (stop angolo)                    | Freestyle Combat Challenge 3             | 6 gennaio 2001    | 1     | 0:21  | Racine, Stati Uniti            |                                                              |